# 문경 혜국사 대웅전 목조삼존불좌상
문경 혜국사 대웅전 목조삼존불좌상(聞慶 惠國寺 大雄殿 木造三尊佛坐像)은 대한민국 경상북도 문경시 문경읍, 혜국사에 있는 조선시대의 불상이다. 2009년 7월 6일, 경상북도의 유형문화재 제411호로 지정되었다.

## 참고 자료
- 문경 혜국사 대웅전 목조삼존불좌상 - 국가유산청 국가유산포털